# Chirp

Una forma d'ona de xip lineal; una ona sinusoïdal que augmenta de freqüència linealment amb el temps.

Un chirp és un senyal en el qual la freqüència augmenta (up-chirp) o disminueix (down-chirp) amb el temps. En algunes fonts, el terme xirp s'utilitza indistintament amb el senyal d'escombrat. S'aplica habitualment als sistemes de sonar, radar i làser, i a altres aplicacions, com ara comunicacions d'espectre estes (vegeu espectre estens de chirp). Aquest tipus de senyal s'inspira biològicament i es produeix com un fenomen degut a la dispersió (una dependència no lineal entre la freqüència i la velocitat de propagació dels components de l'ona). Normalment es compensa mitjançant l'ús d'un filtre coincident, que pot formar part del canal de propagació. Tanmateix, depenent de la mesura de rendiment específica, hi ha millors tècniques tant per al radar com per a la comunicació. Com que es va utilitzar en radar i espai, també s'ha adoptat per als estàndards de comunicació. Per a aplicacions de radar d'automòbil, se sol anomenar forma d'ona modulada de freqüència lineal (LFMW).

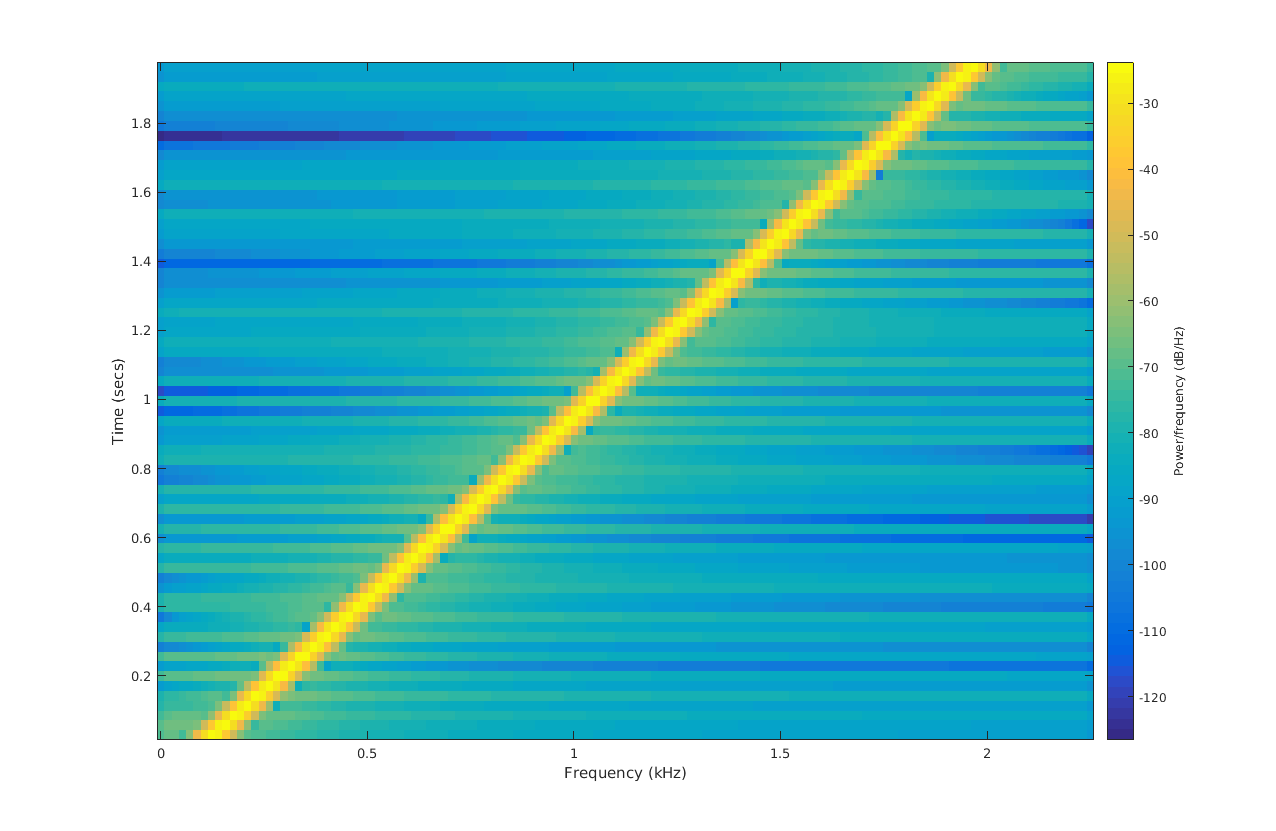
Espectrograma d'un xip lineal. La gràfica de l'espectrograma mostra la velocitat lineal de canvi de freqüència en funció del temps, en aquest cas de 0 a 7 kHz, repetint-se cada 2,3 segons. La intensitat de la trama és proporcional al contingut energètic del senyal a la freqüència i el temps indicats.

En l'ús de l'espectre expandit, els dispositius d'ona acústica de superfície (SAW) s'utilitzen sovint per generar i demodular els senyals xip. En òptica, els polsos làser ultracurts també presenten xirp, que, en els sistemes de transmissió òptica, interacciona amb les propietats de dispersió dels materials, augmentant o disminuint la dispersió total dels polsos a mesura que es propaga el senyal. El nom és una referència al so de xiuxiuejar que fan els ocells; veure la vocalització dels ocells.
Les definicions bàsiques aquí es tradueixen com la ubicació de les magnituds físiques comunes (fase), velocitat (velocitat angular), acceleració (chirpyness). Si una forma d'ona es defineix com:
{\displaystyle x(t)=\sin \left(\phi (t)\right)}
aleshores, la freqüència angular instantània, ω, es defineix com la velocitat de fase donada per la primera derivada de fase, sent la freqüència ordinària instantània, f, la seva versió normalitzada:
{\displaystyle \omega (t)={\frac {d\phi (t)}{dt}},\,f(t)={\frac {\omega (t)}{2\pi }}}
Finalment, el xiratge angular instantani, γ, es defineix com la segona derivada de la fase instantània o la primera derivada de la freqüència angular instantània, essent el xip ordinària instantània, c, la seva versió normalitzada:
{\displaystyle \gamma (t)={\frac {d^{2}\phi (t)}{dt^{2}}}={\frac {d\omega (t)}{dt}},\;c(t)={\frac {\gamma (t)}{2\pi }}={\frac {df}{dt}}}